# Pidhora, Terebovlea
Pidhora (în ucraineană Підгора) este un sat în comuna Pidhaiciîkî din raionul Terebovlea, regiunea Ternopil, Ucraina.

## Demografie
Componența lingvistică a localității Pidhora
     Ucraineană (100%)
Conform recensământului din 2001, toată populația localității Pidhora era vorbitoare de ucraineană (100%).